# Trospium hlorid
Trospijum je urinarni antispazmodik. On se prodaje pod imenom Sanctura u SAD, i kao Trosec u Kanadi.

## Spoljašnje veze
|  | Molimo Vas, obratite pažnju na važno upozorenje u vezi sa temama iz oblasti medicine (zdravlja). |